# Associació Sant Martí Esport
L'Associació Sant Martí Esport (ASME) és un club poliesportiu del barri de La Verneda de Barcelona, fundat la dècada dels 80. Té diverses seccions a nivell amateur: bàsquet, handbol, hoquei en línia, gimnàstica rítmica, trampolí, taekwondo, destacant-ne les de trampolí i doble trampolí, amb diversos campionats estatals tan per equips com individualment.
A més, destaca l'equip femení d'hoquei sobre gel, conegut com a ASME Barcelona Ice Blue Cats, fundat el juny de 2014 i considerat com el primer equip català d'hoquei sobre gel femení. Entre d'altres èxits, va aconseguir la Lliga i la Copa de la Reina la temporada 2015-16.

## Palmarès
- 1 Lliga espanyola d'hoquei gel femenina: 2015/16
- 1 Copa espanyola d'hoquei gel femenina: 2015/16